# Last man standing (lied)
Last man standing is een lied van de Nederlandse dj Yung Felix en rappers Chivv, Bizzey en Kraantje Pappie. Het werd in 2019 als single uitgebracht. 

## Achtergrond
Last man standing is geschreven door  Chyvon Pala, Leo Roelandschap, Alex van der Zouwen en Felix Laman en geproduceerd door Yung Felix. Het is een nummer uit het genre nederhop. Het is het eerste lied dat werd gereleaset onder het label YungCapital Records van Bizzey. In de bijbehorende video imiteert Chivv Soulja Boy en is een imitatie van Famke Louise te zien. De single heeft in Nederland de platina status.
Het is niet de eerste keer dat de vier artiesten samenwerken. Eerder brachten ze al de hitsingle Ja! uit. Ook onderling werd er meermaals samengewerkt. Zo stonden Yung Felix en Bizzey ook nog samen op vele andere nummers, zoals Doe je dans, Badman Ollo en Baby momma. Bizzey en Chivv hadden onder andere de hit Ze willen mee samen en Bizzey en Kraantje Pappie stonden onder andere ook samen op De manier, Traag, Ik heb je nodig en Drup en de samenwerking werd later nog herhaald op Hockeymeisjes en Zin in de zomer man. 

## Hitnoteringen
De artiesten hadden succes met het lied in de hitlijsten van Nederland. Het piekte op de zevende plaats van de Single Top 100 en stond vijftien weken in deze hitlijst. De Top 40 werd niet bereikt; het lied bleef steken op de vijfde plaats van de Tipparade.